# 1162
El 1162 (MCLXII) fou un any iniciat en dilluns pertanyent a l'edat mitjana.

## Esdeveniments
- S'inicia el regnat d'Alfons el Cast, el primer comte-rei de la Corona d'Aragó.
- Frederic I del Sacre Imperi Romanogermànic assetja Milà.
- Concòrdia entre Bernat Sanç, bisbe d'Urgell, i els homes de les valls d'Andorra[1]

## Naixements
- Elionor d'Anglaterra
- Abd-al-Latif al-Baghdadí

## Necrològiques
- 6 d'agost - Borgo San Dalmazzo, prop de Torí (Piemont): Ramon Berenguer IV, comte de Barcelona
- Géza II d'Hongria